# David Weiss Halivni
David Weiss Halivni (en cirílico ucraniano: Девід Вайс Хелінні, en hebreo: דוד הלבני ) (Kobyletska Poliana, Checoslovaquia (hoy parte de Ucrania), 27 de septiembre de 1927-29 de junio de 2022) fue un afamado educador y talmudista estadounidense-israelí superviviente de la Shoá.

## Biografía
Creció con su abuelo en Sighet, Rumanía, al separarse sus padres cuando tenía cuatro años. Durante el Holocausto, tenía dieciséis años y lo deportaron primero a Auschwitz, más tarde a Gross-Rosen, a AL Wolfsberg y finalmente a  Mauthausen.. Fue el único miembro de su familia que sobrevivió. A los dieciocho años, llegó a Estados Unidos con un grupo de jóvenes refugiados huérfanos, allí conoció al erudito talmudista Saul Lieberman, asistió a la Yeshivá Rabino Jaim Berlín de Nueva York y estudió filosofía y talmud en el Seminario Teológico Judío de América, institución conservadora.
Cambió más tarde su apellido de Weiss a Halivni (en alemán y hebreo "blanco"), pero recuperó luego Weiss en honor a su abuelo, el gran talmudista Yeshayahu Weiss.
Durante treinta años, enseñó e investigó el Talmud de Babilonia en el Seminario Teológico Judío de América, y en 1985 fue catedrático de la Universidad de Columbia, donde impartió clases hasta 2005.
En sus últimos años residió en Israel y dio clases en la Universidad Hebrea de Jerusalén y la Universidad Bar Ilán.
Se casó con Zipporah Hager y tuvieron tres hijos (Baruch, Ephraim y Yeshiahu); tuvieron seis nietos (Avidan, Hadar, Daniel, Rebecca, Benjamin (Jamin) y Eliana) que también son académicos.

## Premios
- Premio Bialik, 1985
- Premio Israel, 2008